# 우에쿠사 가즈히데
우에쿠사 가즈히데(일본어: 植草一秀, 1960년 12월 18일 ~ )는 일본 도쿄도 출생으로 경제학자, 경제 평론가, 대학 교수, 대표 이사, 컨설턴트 등의 다채로운 경력을 가진 인물이다. 흔히 우에쿠사 교수로 불린다. 거듭되는 성추행 파문으로 유명하다.

## 주요 경력
도쿄 에도가와구 태생으로, 과거의 지인들에 따르면 어릴 때부터 성적이 우수하여 신동으로 불렸다고 한다. 1983년 3월에 도쿄 대학교 경제학부 졸업 후, 동년 4월에 노무라 종합연구소에 입사. 1985년 7월부터 대장성 재정금융 연구소 연구관, 1991년 6월부터 교토 대학교 경제 연구소 조교수, 1993년 10월부터 스탠퍼드 대학교 후버연구소 객원 펠로우, 2002년 4월부터 노무라 종합연구소 주석 에코노미스트등을 거치고,스탠퍼드 대학교, 그는 2003년 4월부터 와세다 대학교 전문직 대학원 공공 경영 연구과 교수를 맡았다.
2005년 4월에는 쓰리네이션 리서치의 지사를 설립해 대표이사직을 맡으며 기업 컨설턴트로 활동했다. 2006년에는 나고야 대학교 경제학부 대학원의 객원 교수로 취임하였다.
2007년 4월 19일 우에쿠사는 쇼가쿠칸, 고단샤, 도쿠마 쇼텐, 마이니치 신문 등을 상대로 명예훼손을 이유로 5500만 엔 상당의 손해배상청구소송을 낸 상태다.

## 저서 및 수상
- 《금리·환율·주가의 정치 경제학》(이와나미 쇼텐/1992년)
- 《일본의 총결산》(코단샤/1999년)
- 《현대 일본 경제정책론》(이와나미 쇼텐/2001년)

2002년도 이시바시 단잔상 수상.